# ベルント・ローク
ベルント・ローク（Bernd Look）は旧東ドイツの柔道選手。階級は中量級。

## 人物
東ドイツの選手として、1972年のオランダ国際中量級で優勝した。しかし、ミュンヘンオリンピックには出場できなかった。1973年にはヨーロッパ選手権で3位になると、世界選手権でも銅メダルを獲得した。

## 主な戦績
- 1971年 - ポーランド国際　3位
- 1972年 - オランダ国際　優勝
- 1973年 - 東ドイツ国際　優勝
- 1973年 - ヨーロッパ選手権　3位
- 1973年 - 世界選手権　3位
- 1975年 - 東ドイツ国際　優勝
- 1975年 - ポーランド国際　2位